# Hans Heinrich von Weymarn

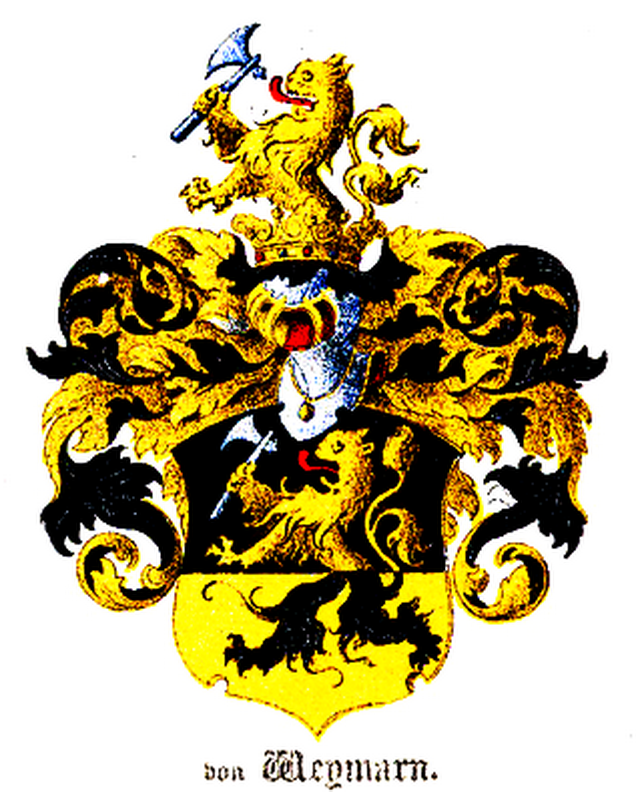
Stammwappen

Hans Heinrich von Weymarn (russisch:Иван Иванович фон Ваймарн; * 19. Juli 1718 in Lööne, auf Ösel, Livland; † 22. März 1792 in Wolmarshof auf Ösel) war ein deutsch-baltischer Adelsmann, russischer General und Minister.

## Werdegang
Am 31. Mai 1737 begann seine militärische Laufbahn in der Kadettenanstalt Sankt Petersburg. Im Jahre 1740 verließ er dieses Kadettencorps im Rang eines Adjutanten. Er diente danach in Russland als Berater und wurde zu geheimen Konferenzen hinzugezogen. Unter dem Fürsten Repnin versah er seinen nächsten Dienst in den russischen Hilfstruppen, die in Preußen eingesetzt waren. 1757 zog er als russischer Generalmajor mit der Armee nach Preußen. Von 1757 bis 1758 war er Generalquartiermeister, danach war er bis 1762 Oberbefehlshaber aller in Sibirien befindlicher Truppen, in dieser Verwendung trat er nicht nur als Offizier, sondern auch als ein guter Administrator und Aufklärer in Erscheinung. Dann um das Jahr 1769 wurde er zum russisch-kaiserlicher Minister in Warschau, mit gleichzeitigem Oberbefehl über das dortige russische Armeecorps, berufen. Sein letztes militärisches Amt war der Sitz im Kriegskollegium. Nach über 40 Jahren nahm er seinen Abschied und zog sich auf das Gut Wolmershof auf der Insel Ösel, welches er von der russischen Kaiserin Katharina II. (1729–1796) als Geschenk erhalten hatte, zurück.

## Verfasser
In seinen letzten Lebensjahren verfasste er mehrere deutschsprachige Werke über die Geschichte Livlands und des Siebenjährigen Krieges. Für seine Schriften und Zeitungen über das Baltikum hatte August Wilhelm Hupel  gute Russlandkenner gewinnen können, zu ihnen zählte auch Hans Heinrich von Weymarn, dessen Berichte „über den Einsatz der russischen Truppen im Siebenjährigen Krieg“ von Hupel postum veröffentlicht wurden. Hans Heinrich von Weymarn verfasste auch ein Essay „über einen Vorschlag zur Befriedung der Kazachen“.

## Herkunft und Familie
Das Adelsgeschlecht von Weymarn ist deutsch-baltischer Abstammung und ist seit Ende des 17. Jahrhunderts im Baltikum ansässig. Hans Heinrich von Weymarn war der fünfte Sohn des Landgerichtsassessor Jobst (Jodocus) von Weymarn (1684–1731), der mit Eva Sophia von Vietinghoff (1688–1761) verheiratet war. Hans Heinrich war mit Anna Barbara von Fersen (1747–1827) verheiratet, ihre Ehe war kinderlos. Sein älterer Bruder war der Landmarschall von Ösel Hermann Gustav von Weymarn (1717–1771).